# Inmarsat-5 F4
Inmarsat-5 F4 je telekomunikační družice mezinárodní společnosti Inmarsat a vyrobená firmou Boeing Satellite Systems. Je umístěn nad 56. stupněm východní délky na geostacionární oběžné dráze Země a má poskytovat telekomunikační služby.
Inmarsat-5 F4 byl uveden na přechodovou dráhu ke geostacionární dráze pomocí nosné rakety Falcon 9 v1.2 společnosti SpaceX, sídlem v kalifornském Hawthornu. Satelit byl příliš těžký na to, aby se první stupeň pokusil o přistání, takže Falcon 9 letěl v konfiguraci bez roštových kormidel a přistávacích nohou.

## Průběh startu
| Čas (hodiny, min, s) | Akce                                                                              |
| -------------------- | --------------------------------------------------------------------------------- |
| - 01:13:00           | Launch Conductor (LC) prochází předstartovní kontrolou připravenosti.             |
| - 01:10:00           | Zahájení procesu tankování kerosinu RP-1.                                         |
| - 00:45:00           | Zahájení procesu tankování tekutého kyslíku.                                      |
| - 00:07:00           | Motory prvního stupně zahajují proces regenerativního chlazení (engine chill).    |
| - 00:02:00           | Kontrolní důstojník rampy (USAF) potvrzuje připravenost vzletové rampy ke startu. |
| - 00:01:30           | Launch Director (LD) udílí potvrzení ke startu.                                   |
| - 00:01:00           | Letový počítač provádí poslední předstartovní kontroly.                           |
| - 00:01:00           | Tlakování nádrží s palivem.                                                       |
| - 00:00:03           | Kontrolor pohonu udílí pokyn k zahájení zážehové sekvence.                        |
| - 00:00:00           | Start                                                                             |
| 00:01:17             | Falcon 9 prochází bodem maximálního aerodynamického tlaku - tzv. Max Q.           |
| 00:02:45             | Dohoření motorů prvního stupně (Main Engine Cutoff; MECO).                        |
| 00:02:49             | Oddělení prvního a druhého stupně.                                                |
| 00:02:56             | Zážeh motoru druhého stupně.                                                      |
| 00:03:35             | Odhození aerodynamického štítu.                                                   |
| 00:08:38             | Vypnutí motoru druhého stupně (SECO-1)                                            |
| 00:26:59             | Restart motoru druhého stupně.                                                    |
| 00:27:55             | Vypnutí motoru druhého stupně (SECO-2)                                            |
| 00:31:48             | Vypuštění satelitu.                                                               |